# Cleveland Bay

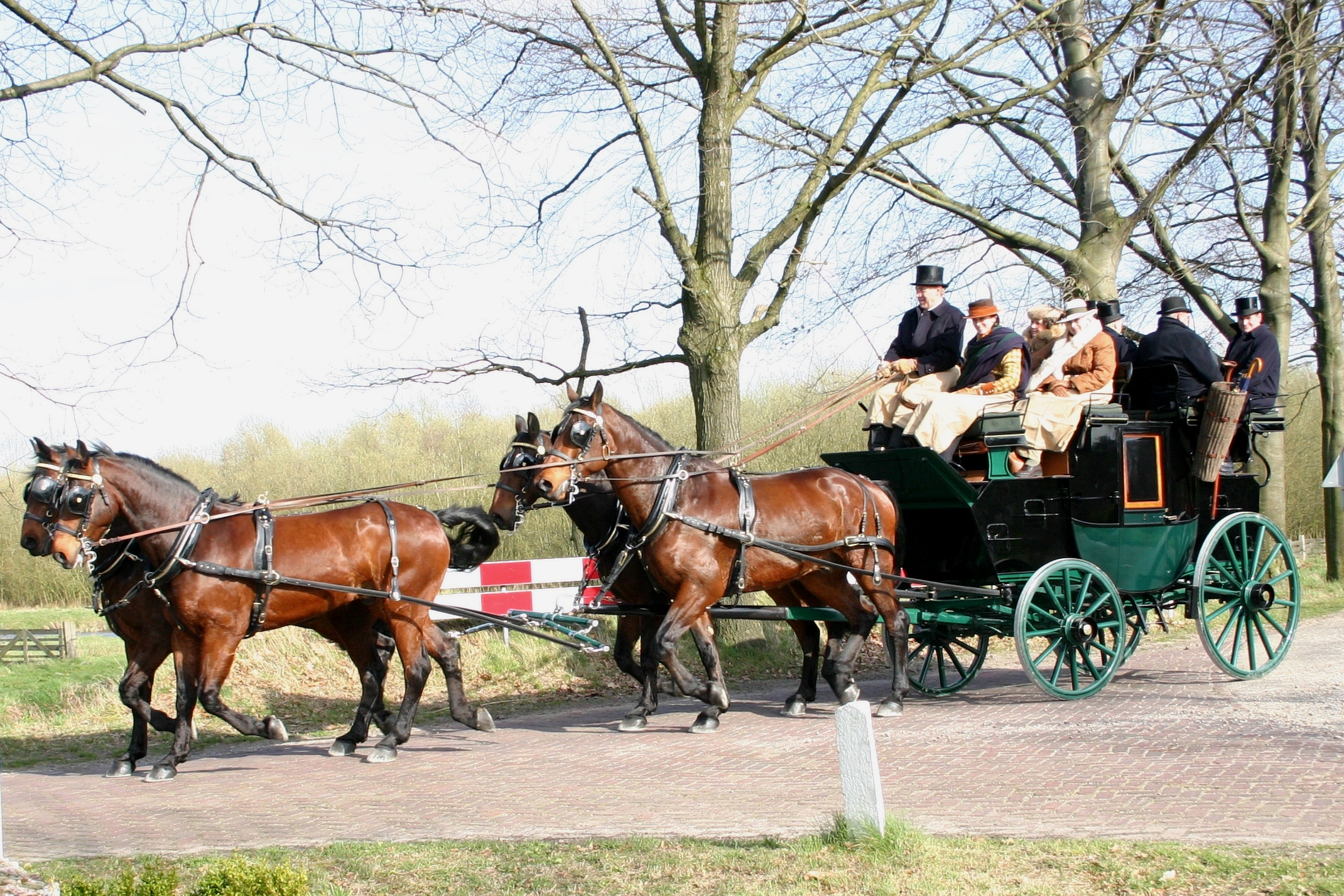

Cleveland Bay – jedna z ras konia domowego.

## Hodowla, użytkowość
Jest to dość duży koń, używany bardzo chętnie do zaprzęgów w powozach. Po skrzyżowaniu go z innymi rasami, przede wszystkim z pełną krwią angielską, otrzymano pięknego konia wierzchowego. 
Rasowe konie Cleveland Bay nadają się do polowań i świetnie skaczą. 
Specjaliści zajmujący się krzyżówkami cenią tego konia za przekazywanie innym rasom cech o zasadniczym znaczeniu, jak sucha budowa, maść, dobry ruch oraz siła i wytrzymałość. 

## Temperament
Jest to koń łagodny, posłuszny, ale można go zepsuć przez nieumiejętne postępowanie.

## Historia, pochodzenie
Przyjmuje się, że jest to jedna z najstarszych ustalonych ras angielskich, znana co najmniej od średniowiecza w okręgu Cleveland w Yorkshire; stąd pochodzi jego nazwa. Dzisiaj swą rolę spełnia w zaprzęgach królewskich. Maść przeważnie gniada, jabłkowita.